# Kostanj (Chorwacja)
Kostanj – wieś w Chorwacji, w żupanii zagrzebskiej, w gminie Dubrava. W 2011 roku liczyła 111 mieszkańców.